# Casa Francesc Prat i Bosch
La casa per a Francesc Prat i Bosch, o simplement casa Prat i Bosch, també coneguda com a can Ventura, és un edifici modernista obra de Joan Amigó i Barriga al carrer de Mar de Badalona (Barcelonès). És la darrera obra modernista de l'arquitecte badaloní, on es denota la transició vers altres estils. L'habitatge està protegit com a bé cultural d'interès local.

## Descripció
L'edifici està ubicat en un període de transició d'Amigó, s'allunya de l'etapa plenament modernista. És un habitatge entre mitgeres d'un cos i mig. Consta de planta baixa i dues plantes. Té una interessant façana amb esgrafiats, element més destacat de l'obra, amb formes geomètriques, que a voltes serveix per emmarcar les obertures, mentre que al centre hi ha un motiu floral, sota un medalló a dalt de tot on està escrit l'any de construcció. amb els sota-balcons realitzats amb mosaic de rajola de manises que presenten composicions circulars amb una estrella escrita amb una rica policromia, que marca encara una tendència modernista de l'autor. El capcer que corona l'edifici té forma esglaonada, denota influències de l'art déco. Els interiors de la casa són molt blancs amb una decoració de sanefes.

## Història
La casa està ubicada al carrer de Mar, antic camí dels pescadors del barri de Dalt de la Vila, que es va anar consolidant amb els anys com un carrer comercial. És la darrera obra modernista de Joan Amigó, en transició al noucentisme. L'arquitecte va projectar la casa el 1921, així consta que els plànols són de setembre d'aquell any, com a encàrrec de l'industrial Francesc Prat i Bosch, propietari i fundador de l'empresa Bomba Prat. No obstant això, els plànols no els signa Amigó sinó que ho fa Jaume Botey i Garriga, mestre d'obres i el seu padrastre. La raó és que en aquell moment Amigó era arquitecte municipal de Badalona i, per tant, oficialment no podia combinar l'activitat pública amb la privada a la ciutat. El permís d'obres es va donar el 1922, sol·licitat per Prat i Bosch. La casa va ser enllestida el 1923.